# Prionolabis mundoides
Prionolabis mundoides är en tvåvingeart som först beskrevs av Alexander 1916.  Prionolabis mundoides ingår i släktet Prionolabis och familjen småharkrankar. Inga underarter finns listade i Catalogue of Life.